# TIM Thyregod
TIM Thyregod Holding A/S er en dansk producent af landbrugsmaskiner. Virksomheden producerer vogne, koste og roeoptagere af mærkerne TIM, Thyregod og Kimadan. TIM Thyregod har delejerskab i virksomheden Biocover. Holdingselskabet har hovedkvarter i Sønderborg, mens Thyregod A/S er lokaliseret i Thyregod. TIM Thyregod Holding blev etableret i 2004 efter at Thyregod A/S opkøbte TIM Maskinfabrik.

## Historie

### Tim Maskinfabrik A/S
Osvald Pedersen grundlagde Tim Maskinfabrik i 1961, da han åbnede fabrikken på Fabriksvej i Tim. I 2003 lukkede virksomheden og de resterende aktiver blev opkøbt af TIM Thyregod. Der er fortsat maskinproduktion på fabrikken i Tim, der i dag er ejet af virksomheden Timan A/S, som blev etableret i 2004.

### Thyregod A/S
Thyregod blev grundlagt i 1918 af H.A. Norlyk. Firmaet har siden da udviklet, produceret og serviceret landbrug og entreprenører med vogne, maskiner og redskaber. I dag har de 22.000 m2 under tag i Thyregod.